# Franz Xaver Obermayr
Franz Xaver Obermayr (* 15. November 1817 in Gloneck, Landkreis Traunstein; † 21. Februar 1891 in Feichten) war ein katholischer Geistlicher und Reichstagsabgeordneter.
Obermayr besuchte bis 1838 das (heutige) Wilhelmsgymnasium München und studierte  anschließend Philosophie an der dortigen Universität und Theologie am Lyceum in Passau. 1843 wurde er zum Priester geweiht. In der Folge war er Aushilfslehrer an der Lateinschule in Passau, 1846 bis 1852 Religionslehrer am Passauer Gymnasium, 1852 bis 1862 Professor der Kirchengeschichte und des Kirchenrechtes am Lyceum in Passau. 1862 wurde er Pfarrer in Feichten, 1864 zum Geistlichen Rat ernannt.
Von 1871 bis 1874 war er Mitglied des Deutschen Reichstags für das Zentrum und den Reichstagswahlkreis Oberbayern 7 (Rosenheim, Ebersberg, Miesbach, Tölz).